# Катрон (Мисури)
Катрон (енгл. Catron) град је у америчкој савезној држави Мисури.

## Демографија
По попису из 2010. године број становника је 67, што је 1 (-1,5%) становника мање него 2000. године.
| Група             | 2000.      | 2010.      |
| Белци             | 53 (77,9%) | 56 (83,6%) |
| Афроамериканци    | 15 (22,1%) | 10 (14,9%) |
| Азијати           | 0 (0,0%)   | 0 (0,0%)   |
| Хиспаноамериканци | 0 (0,0%)   | 0 (0,0%)   |
| Укупно            | 68         | 67         |